# 艾氏鉤棘杜父魚
艾氏鉤棘杜父魚，為輻鰭魚綱鮋形目杜父魚亞目杜父魚科的其中一種。

## 分布
本魚分布於北太平洋，包括日本北海道到千島群島南部與日本海北部。

## 深度
水深0至25公尺。

## 特徵
本魚體延長，側扁。眼中大。口中大；上頷及末端延伸至眼中部下方。上下頷及鋤骨皆具齒，腭骨則無。眼後上方和項部各有一頂端分叉的掌狀皮瓣。前鰓蓋骨具3小棘，最上棘較大，沒有分叉。背鰭兩個，第二背鰭較第一背鰭長而高；臀其短於第二背鰭；胸鰭大型；尾鰭圓形。體褐色，腹部淡色。體背有5條深褐色斑紋。頭部散佈不規則褐色小點。第一背鰭深褐色；第二倍其及臀鰭有褐色斑點；胸鰭、腹鰭和緯鰭則褐色橫紋。體長可達7公分。

## 生態
為冷水性底棲性小型魚類，一般皆棲息在海藻床的水域。

## 經濟利用
小型魚種，不具食用價值。